# Société Industrielle Pour l’Aéronautique

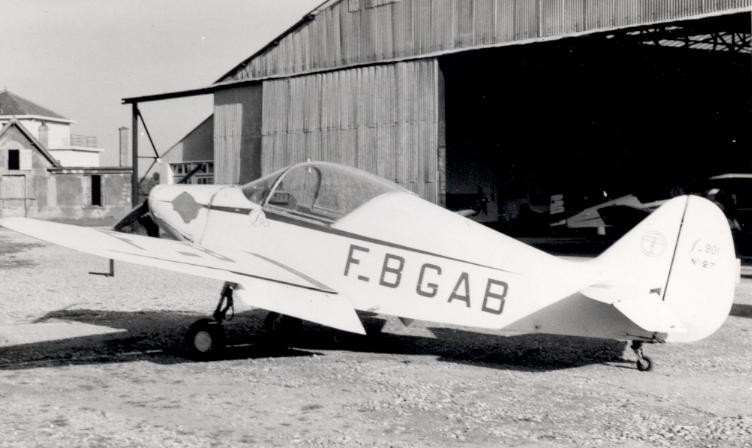
SIPA S.901 в Берк-Сюр-Мер, май 1957 года

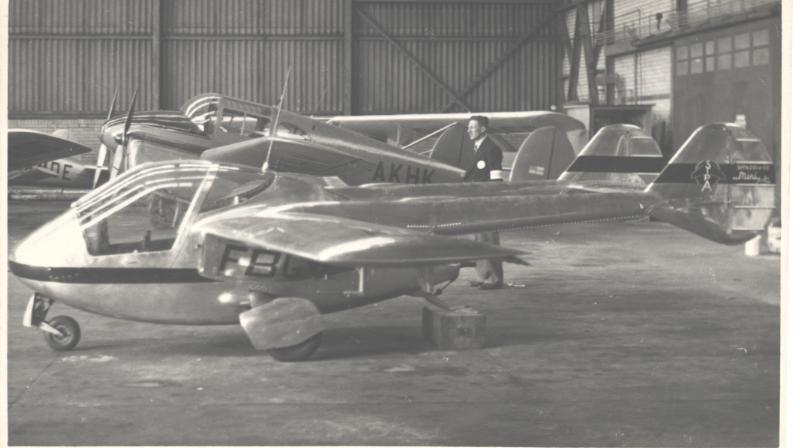
SIPA S.200

Société Industrielle Pour l’Aéronautique (SIPA) — ныне не существующая французская авиастроительная компания.
Основана в 1938 году Эмилем Девуатином после того как его предыдущая компания, Avions Dewoitine была национализирована. В 1938-1940 годах преимущественно выпускала комплектующие для других фирм, таких как ANF Les Mureaux и Loire Aviation. В годы Второй мировой войны, во время немецкой оккупации по соглашению между правительством Виши и Германией строила для люфтваффе одну из модификаций учебного самолёта Arado Ar 96.
После войны продолжила выпуск этих самолётов, теперь уже для ВВС Франции, под обозначениями S .10, S.11 и S. 12.
В 1947 году SIPA выиграла объявленный правительством конкурс; 90 экземпляров разработанного ей учебно-туристического SIPA S.90 были произведены для оснащения французских аэроклубов организации SEFA по программе модернизации национальных ВВС  SALS (Service de l'aviation légère et sportive), ещё 113 выпускались как SIPA S.90. В 1952 году появился первый в мире цельнометаллический двухместный лёгкий реактивный самолёт SIPA S.200 Minijet, а 1956/57 годах небольшими партиями строился SIPA S.1000 Coccinelle.
В 1975 году SIPA была поглощена компанией SNIAS, более известной как Aérospatiale, которая позже вошла в состав концерна EADS (Airbus Group).

## Продукция компании
- SIPA S.10 (1945) французская послевоенная версия Arado Ar 396, двигатель Renault 12S-00 30 экземпляров для ВВС Франции;
- SIPA S.11 (1946), 50 экземпляров для ВВС Франции;
- SIPA S.111 (1947), 54 экземпляра для ВВС Франции;
- SIPA S.12 (1951), 52 экземпляров для ВВС Франции;
- SIPA S.121 (1954), 48 экземпляров для ВВС Франции;
- SIPA S.50 (1946) спортивный среднеплан, 1 экземпляр;
- SIPA S.70
- SIPA S.90
- SIPA S.200 Minijet (1952) двухместный лёгкий реактивный самолёт, 7 экземпляров;
- SIPA S.251 Antilope
- SIPA S.261 Anjou (Boisavia Anjou);
- SIPA S.300 (1954) лёгкий реактивный самолёт, 1 экземпляр;
- SIPA S.1000 Coccinelle (1955) 3 экземпляра;
- SIPA S.1100 (1958) трёхместный противопартизанский самолёт, 1 экземпляр.